# 阿桑加羅區 (堯約斯省)
13°00′00″S 75°50′13″W / 13.0000°S 75.8369°W
阿桑加羅區（西班牙語：Distrito de Azángaro），是秘魯的一個區，位於該國中南部利馬大區的堯約斯省，始建於1955年2月15日，面積79.8平方公里，海拔高度3,465米，2005年人口696，人口密度每平方公里8.7人。